# さくら住座

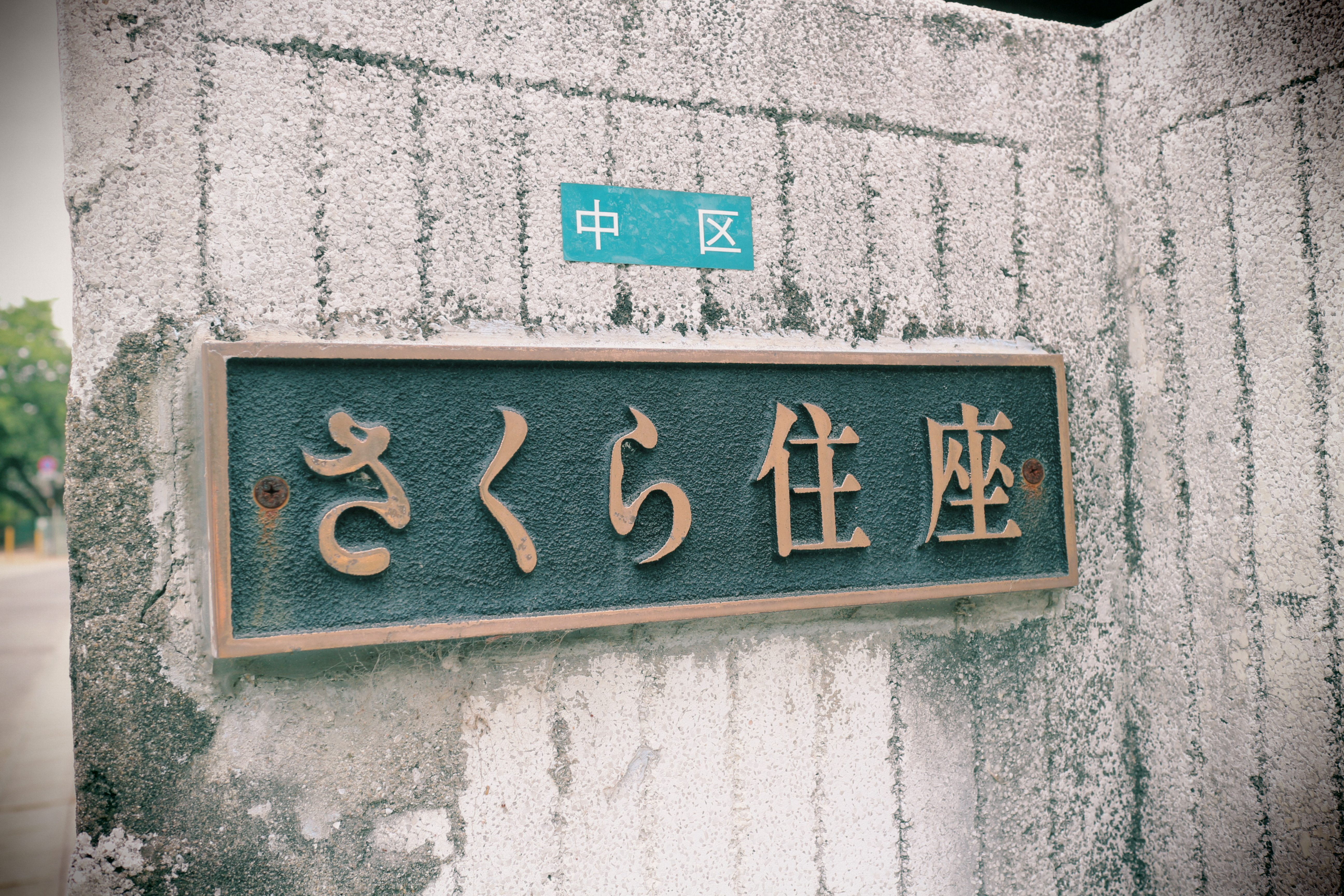
塀札

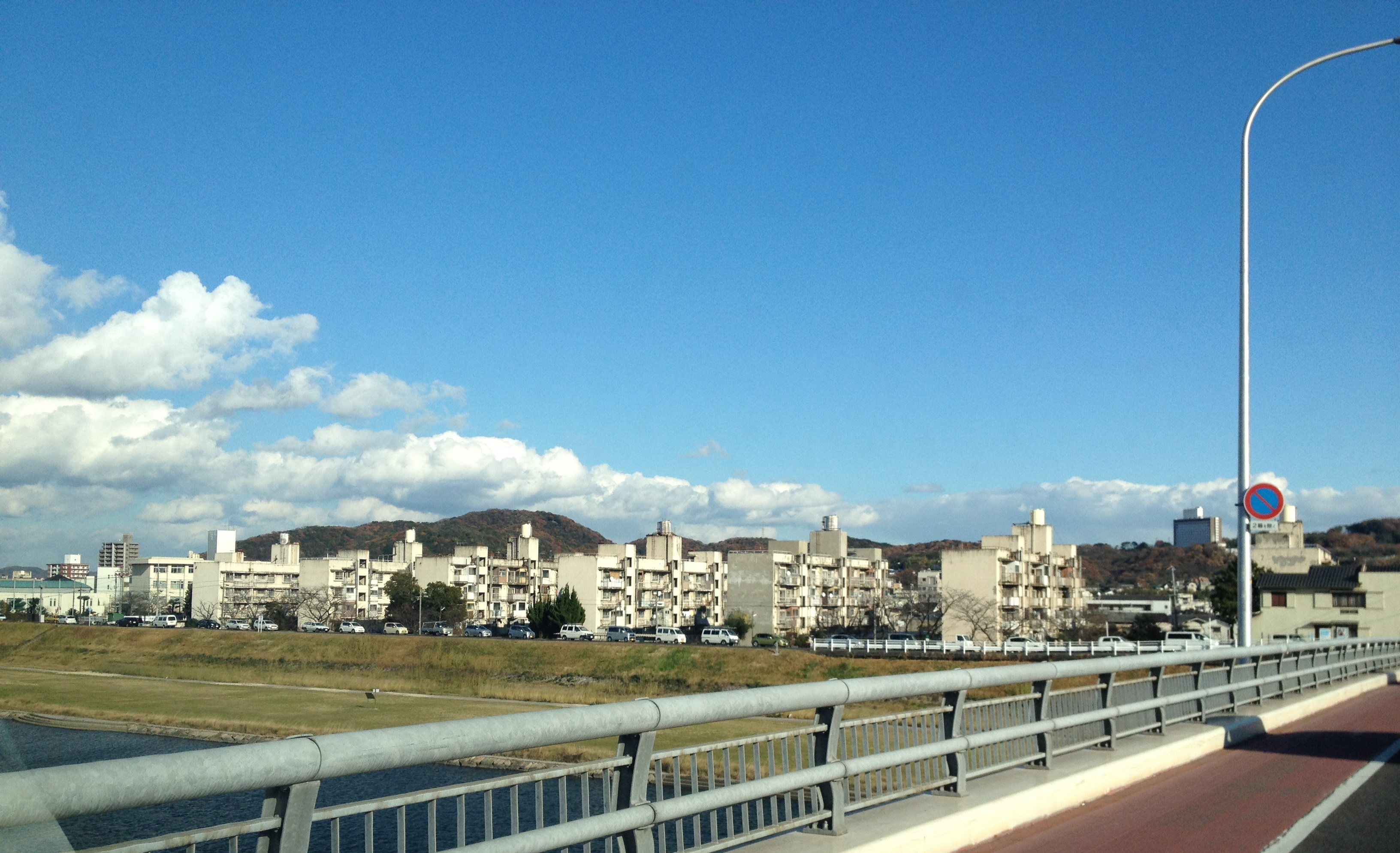
在りし日のさくら住座（2011年）

さくら住座（さくらじゅうざ）は、岡山県岡山市中区にある市営住宅および、その一帯の町丁。
元々の地名は「花畑（はなばたけ）」と「網浜（あみのはま）」である。1889年（明治22年）の市制施行の際に岡山市内となる。1967年（昭和42年）の住居表示事業で網浜・花畑のそれぞれ一部がさくら住座となる。町名は旭川にかかる桜橋にちなんで名付けたようである。
このさくら住座一帯は、1951年（昭和26年）から1953年（昭和28年）にかけて集合住宅が建設され、1号棟から9号棟まで計176戸が整備された。
旧1 - 9号棟（番館）までの住宅9棟と付属施設があったが、うち旧1・4・5号棟は元は岡山県営住宅「花畑団地」であり、2012年度（平成24年度）に県から岡山市に無償譲渡で移管した。旧2・3・6 - 9号棟は元からの岡山市営住宅である。
鉄筋コンクリート造の岡山市営住宅の中では、建て替え前の時点で2番目に古かった。もっとも古いのは1949年度（昭和24年度）から1952年度（昭和27年度）にかけて建設された門田白鳥住座であったが、2020年（令和2年）に解体された。
平成に入り、住棟の老朽化に伴い、鉄筋コンクリート造12階建て市営住宅・2棟に建て替えられる計画となった。
岡山市では、さくら住座に市営住宅・門田白鳥住座を統合する形での現地建て替え事業「さくら住座再生事業」を実施。
まずは第1期工事として2014年（平成26年）に、敷地内北西側の旧1 - 4号棟を解体した跡地に新1号棟を整備した。
続いて第2期工事として2017年（平成29年）に、敷地内南側の旧5・6・7号棟ほかを解体した跡地に新2号棟を整備した。敷地内北東側の旧8・9号棟も合わせて解体され、現在は居宅介護支援事務所が建つ。整備事業に合わせ、北に接する岡山市立東山中学校の用地拡大も行われ、団地面積が若干縮小されて、北側の道路が新しく整備された。

## 小・中学校の学区
公立の小・中学校に通学する場合、学区は次のように指定されている 。
| 地域 | 小学校     | 中学校     |
| ---- | ---------- | ---------- |
| 全域 | 旭東小学校 | 東山中学校 |

## 周辺
西には旭川が流れ、南西には桜橋が架かっている。南向かいには岡山ガスの本社ビルがある。
- 岡山ガス本社
- 岡山市立東山中学校
- 桜橋橋梁
- 岡山旭東郵便局
- 通力寺